# 史济湘
史济湘（1921年—），男，上海人，中国外科学烧伤专家，曾任上海第二医科大学教授、博士生导师，上海瑞金医院灼伤科主任、上海市灼伤研究所所长、名誉所长。